# Червеняк білогрудий
Червеня́к білогрудий (Chamaetylas fuelleborni) — вид горобцеподібних птахів родини мухоловкових (Muscicapidae). Мешкає в Східній Африці. Вид названий на честь німецького лікаря Фрідріха Фюллеборна.

## Поширення і екологія
Білогруді червеняки мешкають в Танзанії, Замбії, Малаві і Мозамбіку. Вони живуть у вологих гірських тропічних лісах.